# SY Carola
Le SY Carola est un yacht à moteur à vapeur de 1898. Il a servi essentiellement comme yacht privé avant d'être acquis par le Scottish Maritime Museum (en) à Irvine en Écosse, où il est exposé.
Il est classé bateau historique depuis 1993 par le National Historic Ships UK  et au registre du National Historic Fleet.

## Histoire
Le yacht à vapeur Carola a été construit en 1898 par le chantier Scotts Shipbuilding and Engineering Company à Bowling (West Dunbartonshire), sur la Clyde, pour usage privé de la famille Scott qui le posséda jusqu'en 1959, date à laquelle il est revenu dans l'entreprise navale. 
Pendant la Seconde Guerre mondiale, il a été équipé d'un matériel de lutte contre l'incendie et d'une pompe à vapeur pour servir dans le chantier naval. Abandonné pans les années 1950, le navire s'est détérioré et a été acquis en 1964 à un propriétaire privé, puis plusieurs fois revendu.
En 1981, il a été acheté par la compagnie maritime Plysosene  de Southwater dans le Sussex. Il a été réaménagé pour être utilisé comme yacht d'entreprise. En 1990, il a été repris par la société Z-Guard Zinc Anodes Ltd, également de Southwater. En 1992, un accident de chaudière a inondé la salle des machines, tuant tragiquement deux membres d'équipage.  
Plus tard, dans les années 1990, Carola a été acquis par le Scottish Maritime Museum d'Irvine, où il se trouve depuis.